# Gunnison megye
Gunnison megye az Amerikai Egyesült Államokban, azon belül Colorado államban található. Megyeszékhelye és legnagyobb városa Gunnison. Lakosainak száma 16 918 fő (2020. április 1.). Gunnison megye Pitkin, Hinsdale, Delta, Montrose, Ouray, Saguache és Chaffee megyékkel határos.

## Népesség
A megye népességének változása:
| Lakosok száma | 15 374 | 15 427 | 15 439 | 15 507 | 16 067 | 16 918 |
|               | 2010   | 2011   | 2012   | 2013   | 2015   | 2020   |